# Penkow (Adelsgeschlecht)
Penkow oder Penkow-Jaroslawski (russisch Пеньковы-Ярославские) war eine russische Adelsfamilie rurikidischen Ursprungs. Sie bildete sich als ein Zweig der Fürsten von Jaroslawl und ging auf Danilo Alexandrowitsch Penko zurück, einen Woiwoden des Moskauer Großfürsten Iwan III. Das Adelsgeschlecht Penkow hatte vor allem in der ersten Hälfte des 16. Jahrhunderts einen großen Einfluss.